# Boschert Glacier
Boschert Glacier är en glaciär i Antarktis. Den ligger i Västantarktis. Inget land gör anspråk på området. Boschert Glacier ligger 274 meter över havet.
Terrängen runt Boschert Glacier är kuperad norrut, men söderut är den platt. Trakten är obefolkad. Det finns inga samhällen i närheten.